# Vittrup
Vittrup er en landsby i Vendsyssel med 124 indbyggere (2024), beliggende i Børglum Sogn. Landsbyen ligger i Hjørring Kommune og hører til Region Nordjylland.
Vittrup er først og fremmest kendt for Vittrup Fri Fagskole, en erhvervsforberedende kostskole. Skolen er knap 7 år gammel og er etableret i den konkursramte Vittrup Efterskoles bygninger. Efterskolen lukkede i 2013 og Vittrup Fri Fagskole opstod i oktober 2017. Vittrup Fri Fagskole er én af i alt 13 Frie Fagskoler i Danmark
En af de mest markante bygninger i Vittrup, er det gamle mejeri, der blev opført i 1918. Det var i Vittrup, som i alle andre landsbysamfund i Danmark at andelsbevægelsen havde sine kronede dage. Foruden Mejeriet var der et andelsbageri og en netop nyopstartet brugsforening.
Vittrup har blandet andet også et moderne autoværksted, Vittrup Auto.
Primærrute 55 passerer gennem landsbyen.
I landsbyen findes Vittrup Kirke.

## Vittrup Station
Vittrup Station var placeret i den østlige ende af Vittrup by, som stationen er opkaldt efter.
Stationsbygningen var tegnet af Sylvius Knutzen og er af samme type som ved de fleste andre mellemstationer på Hjørring-Løkken-Aabybro banen. Ud mod perronen var to døre, en fra ventesalen, og en fra stationskontoret. Fra atriumgården var der kun en dør til stationsbestyrerens lejlighed. Sammenbygget med selve stationshuset var et åben venterum og en toiletbygning. Stationen blev nedlagt i 1963.